# Université d'Auckland
 (juin 2012).
Si vous disposez d'ouvrages ou d'articles de référence ou si vous connaissez des sites web de qualité traitant du thème abordé ici, merci de compléter l'article en donnant les références utiles à sa vérifiabilité et en les liant à la section « Notes et références ».
L'université d'Auckland (en anglais, University of Auckland; en maori, Te Whare Wānanga o Tāmaki Makaurau) est une université située à Auckland.

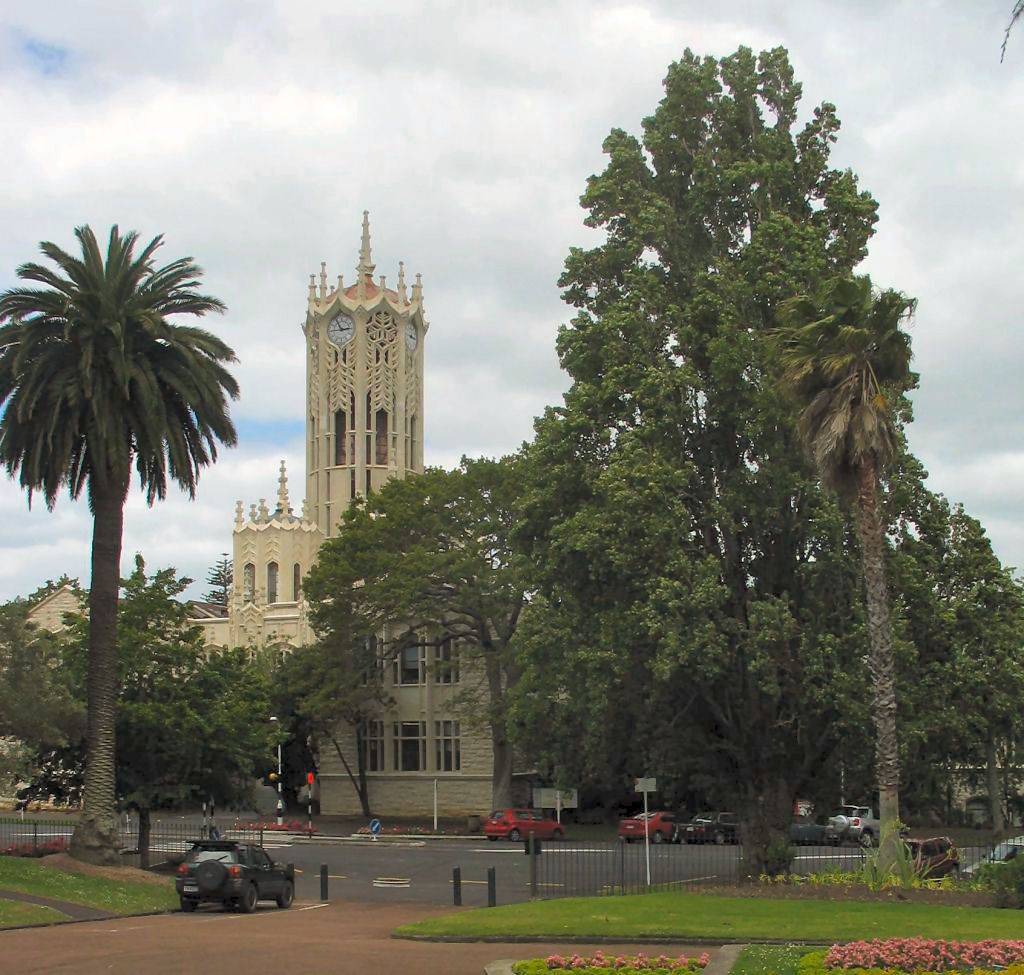
La tour de l'horloge de l'université.

Elle a été fondée en 1883, comme l'un des trois collèges constituants de la Nouvelle-Zélande. Par ailleurs, elle est aujourd'hui considérée comme la meilleure université de Nouvelle-Zélande et recense plus de 19 % d'étudiants internationaux.
Aujourd'hui, l'université d'Auckland est la plus grande université de Nouvelle-Zélande, accueillant plus de 40 000 étudiants sur cinq campus d'Auckland.

## Personnalités liées à l'université

### Professeurs
- Wystan Curnow, poète essayiste

### Étudiants
- Ngahuia Te Awekotuku, universitaire
- Wystan Curnow, poète, essayiste
- Scott Baker, biologiste moléculaire et spécialiste des cétacés
- Philippa Boyens, scénariste
- Gary Cao, chanteur
- Vincent Cheng, homme d'affaires
- Helen Clark, femme politique
- Michael Cooke, journaliste
- Russell Coutts, skipper
- Mahe Drysdale, rameur
- Sian Elias, homme politique
- Fazerdaze, chanteuse
- Jeanette Fitzsimons, femme politique
- Eliota Fuimaono-Sapolu, rugbyman
- Julie Anne Genter, femme politique
- Jeffrey Grice, pianiste
- Gavin Hastings, rugbyman
- Harry Hawthorn, anthropologue
- John Hood, administrateur
- Jonathan Hunt, homme politique
- Alexis Hunter, artiste féministe
- Michael Jones, rugbyman
- Vaughan Jones, mathématicien
- David Lange, homme politique
- Lucy Lawless, actrice
- Ashley Lawrence, musicien
- Elsie Locke, écrivaine
- Tuilaepa Aiono Sailele Malielegaoi, homme politique
- Sir Harold Marshall, acousticien, architecte et physicien
- Marya Martin, musicien
- Stephen Parke, physicien
- Winston Peters, homme politique
- Peter C. B. Phillips, économiste
- Anthony Randerson, homme politique
- Mike Rann, homme politique
- William Sage Rapson, chimiste
- Anand Satyanand, homme d'État
- Wilma Smith, musicienne
- Ronald Syme, artiste
- Christine Tan, journaliste
- ʻAna Taufeʻulungaki, éducatrice
- Peter Thomson, diplomate
- Robert Alexander Falla

## Liens externes

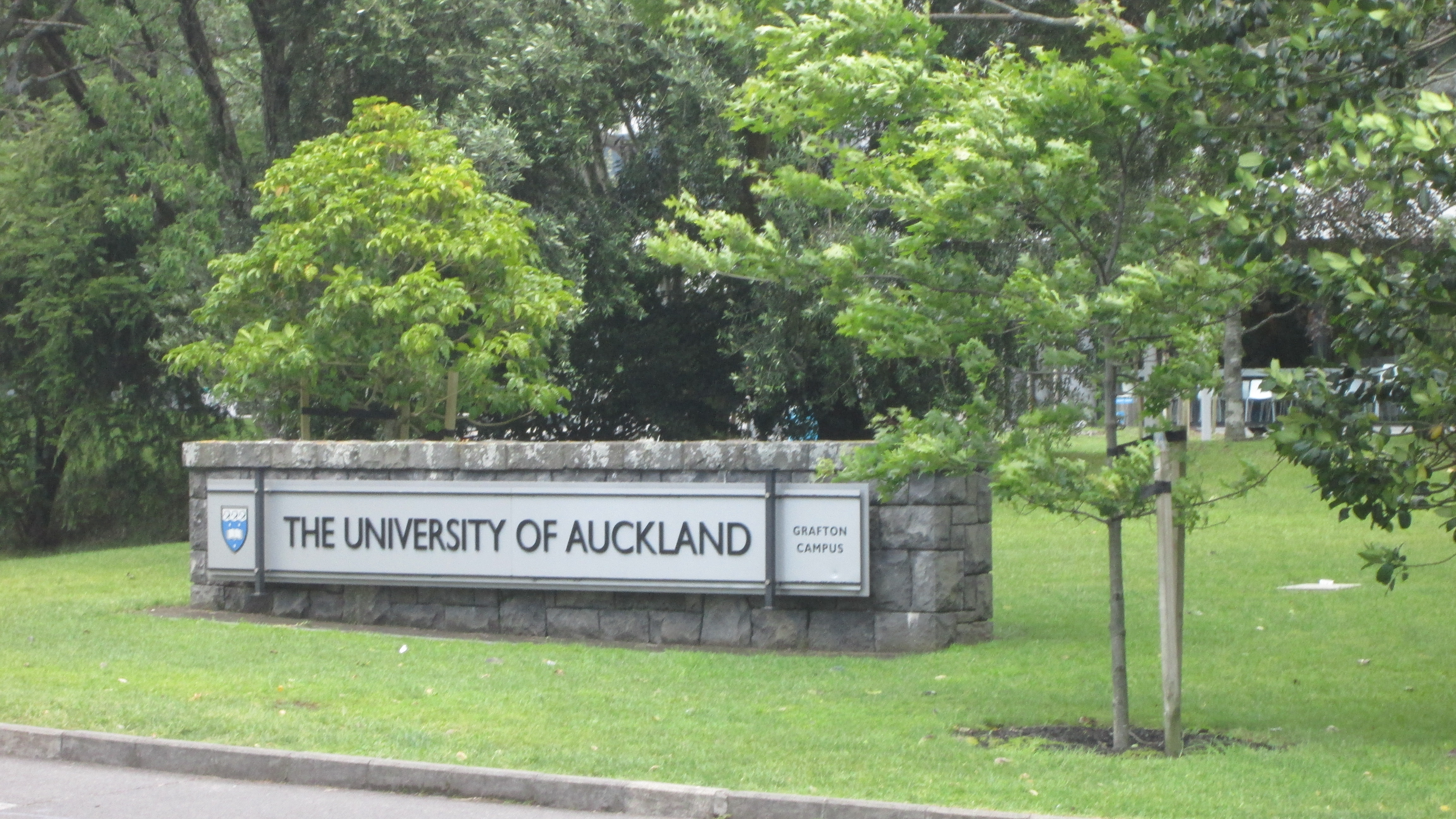
Université d'Auckland.